# Ptiliolum nemtsevi
Ptiliolum nemtsevi (лат.) — вид жуков-перокрылок рода Ptiliolum (Ptiliidae). Назван в честь погибшего сотрудника Кавказского заповедника Александра Степановича Немцева.

## Распространение
Встречаются в Кавказском заповеднике, Россия.

## Описание
Жук-перокрылки мелкого размера, длина менее 1 мм (длина от 0,77 до 0,8 мм; ширина 0,42 мм). Основная окраска тела светло-коричневая. В глазах около 40 омматидиев. Усики длинные 11-члениковые с 3-члениковой булавой. Крылья хорошо развиты.

## Таксономия и этимология
Вид впервые был описан в 2014 году российским энтомологом Алексеем Алексеевичем Полиловым (Кафедра энтомологии МГУ, Москва, Россия) по материалам экспедиции в Кавказский заповедник в 2000—2001 годах. Включён в состав рода Ptiliolum Flach, 1988 из подсемейства Ptiliinae. Вид был назван в честь зоолога Александра Степановича Немцева, который трагически погиб в результате катастрофы самолёта во время облёта и учёта численности зубров.